# Nothoscordum arenarium
Nothoscordum arenarium là một loài thực vật có hoa trong họ Amaryllidaceae. Loài này được Herter mô tả khoa học đầu tiên năm 1937.